# Асламазян Ерануї Аршаківна
Асламазян Ерануї Аршаківна (вірм. Երանուհի Արշակի Ասլամազյան, 1909 (1910)-1998) — вірменська художниця, графік. Заслужена художниця Вірменської РСР. Є молодшою сестрою народної художниці Асламазян Маріам.

## Біографія
Ерануї мала грецьке походження, народилася у селі Баш-Ширак.
- 1926—1929 — навчання в Єреванському художньому технікумі.
- 1931—1937 — навчання в Інституті живопису, скульптури і архітектури ім. І. Репіна Академії Мистецтв СРСР.

З 1943 року переїджає до Москви і проживає там до кінця свого життя.
Не втрачає зв'язок з Вірменією, періодично відвідуючи і подорожуючи по країні, малює людей на батьківщині — пейзажі, натюрморти і портрети.
У місті Гюмрі розташовано безліч музеїв, одним з яких є Будинок — музей сестер Асламазян.

## Творчість
У мистецтві Ерануї Асламазян важливе місце займають подорожі до численних країн світу, саме від творчих відвідувань і народилися живописні та графічні роботи, також і гончарні роботи. Її твори знаходяться приблизно в 70 музеїв і численних приватних колекціях різних країн (Росія, Німеччина, Англія, Італія, Болгарія, Японія, Китай та ін.).
Любила живопис, також пробувала себе в театральному оформленні, гравюрі. Займалася керамікою.
Відомі картини: «Рожевий Арарат», «Білі скелі Севану», «Хачкар в горах. Елегія», «Вірменське село. Ахпат», «Моя Вірменія».

## Галерея

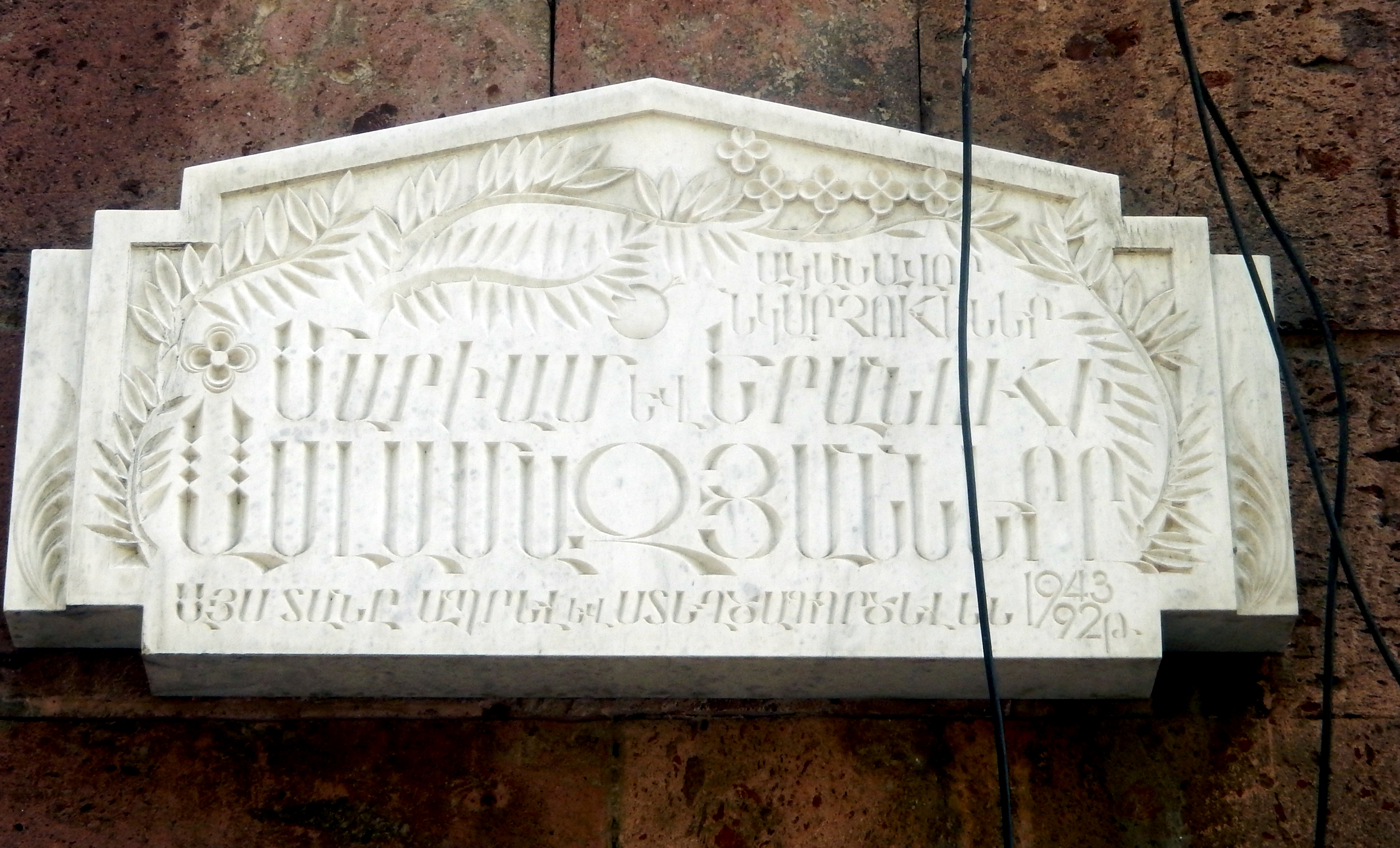
Меморіальна дошка у Єревані
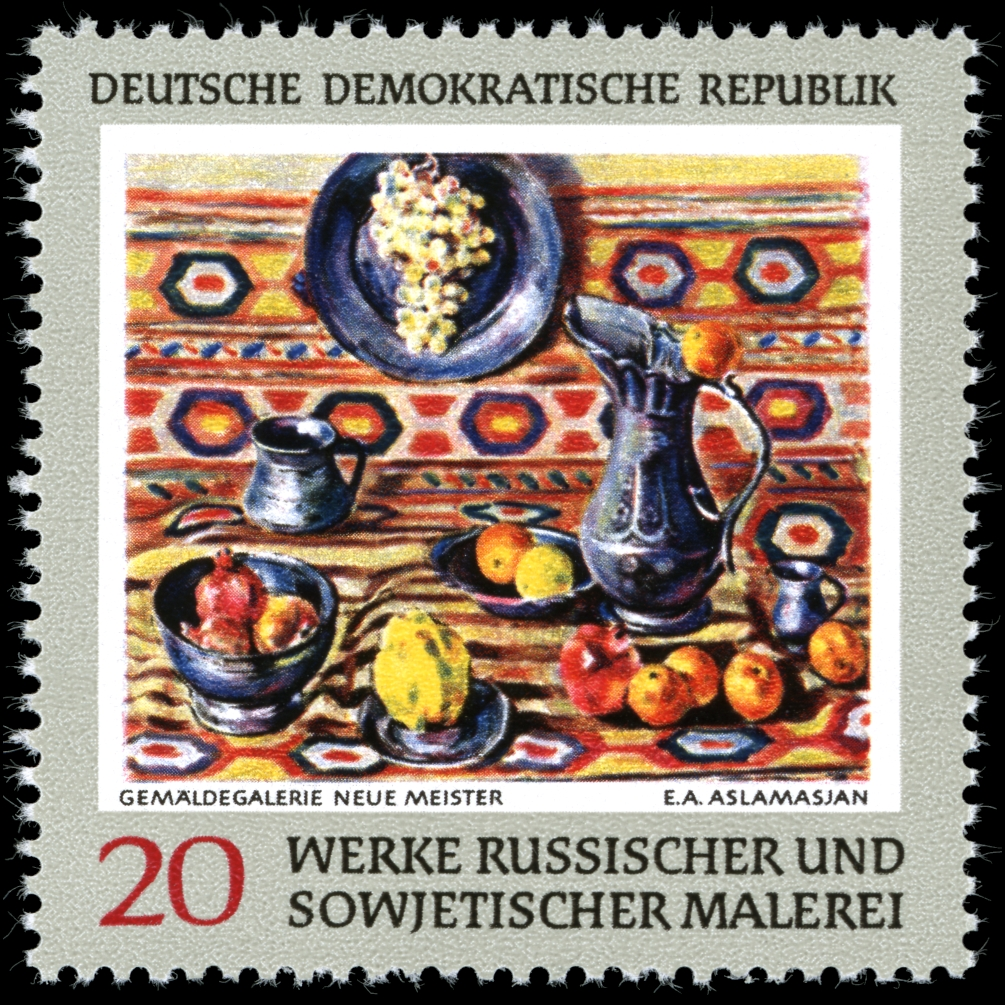
Картина Е. Асламазян на поштовій марці НДР. 1969 року
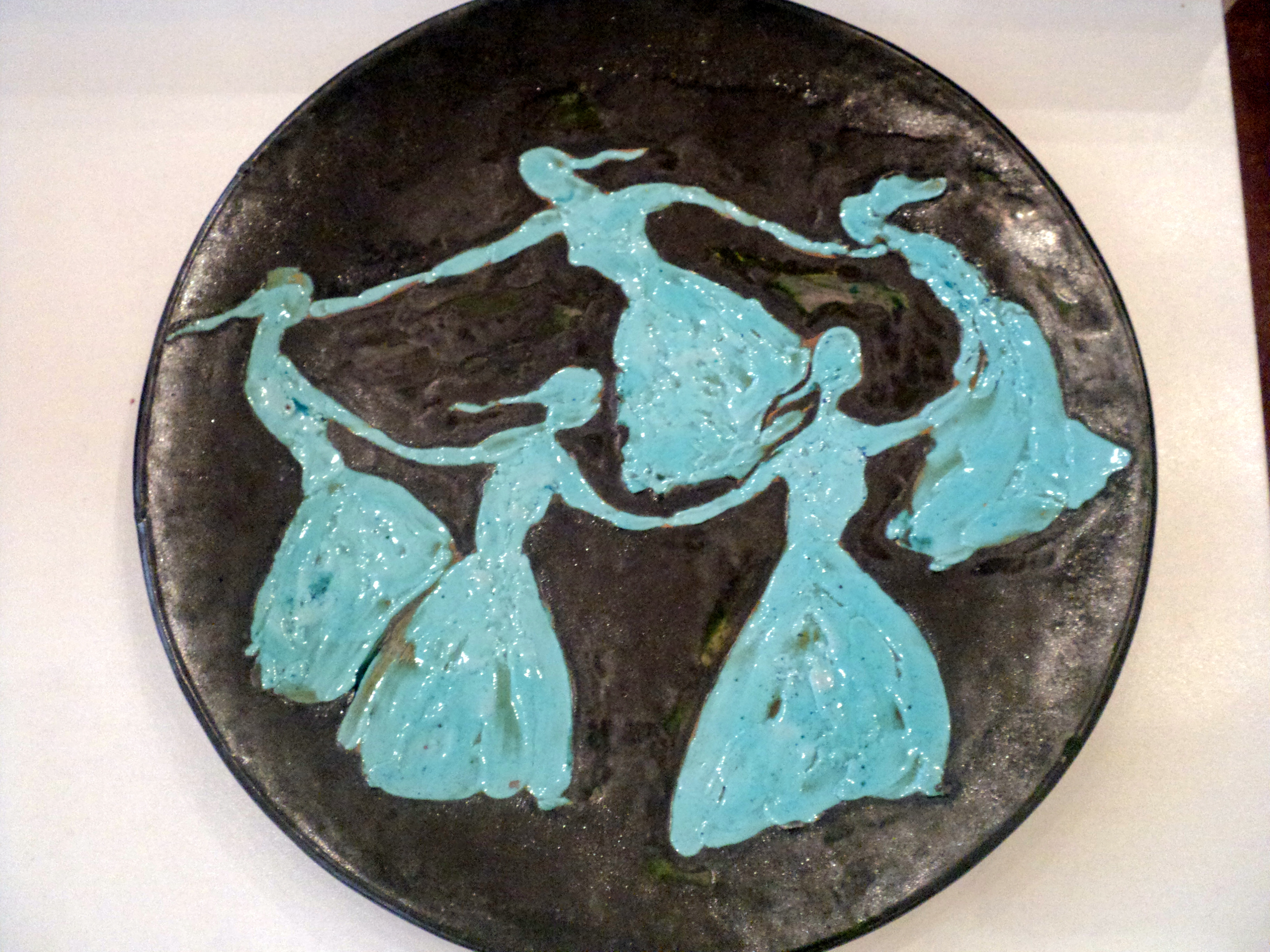
Керамічні роботи з колекції музею сестер Асламазян
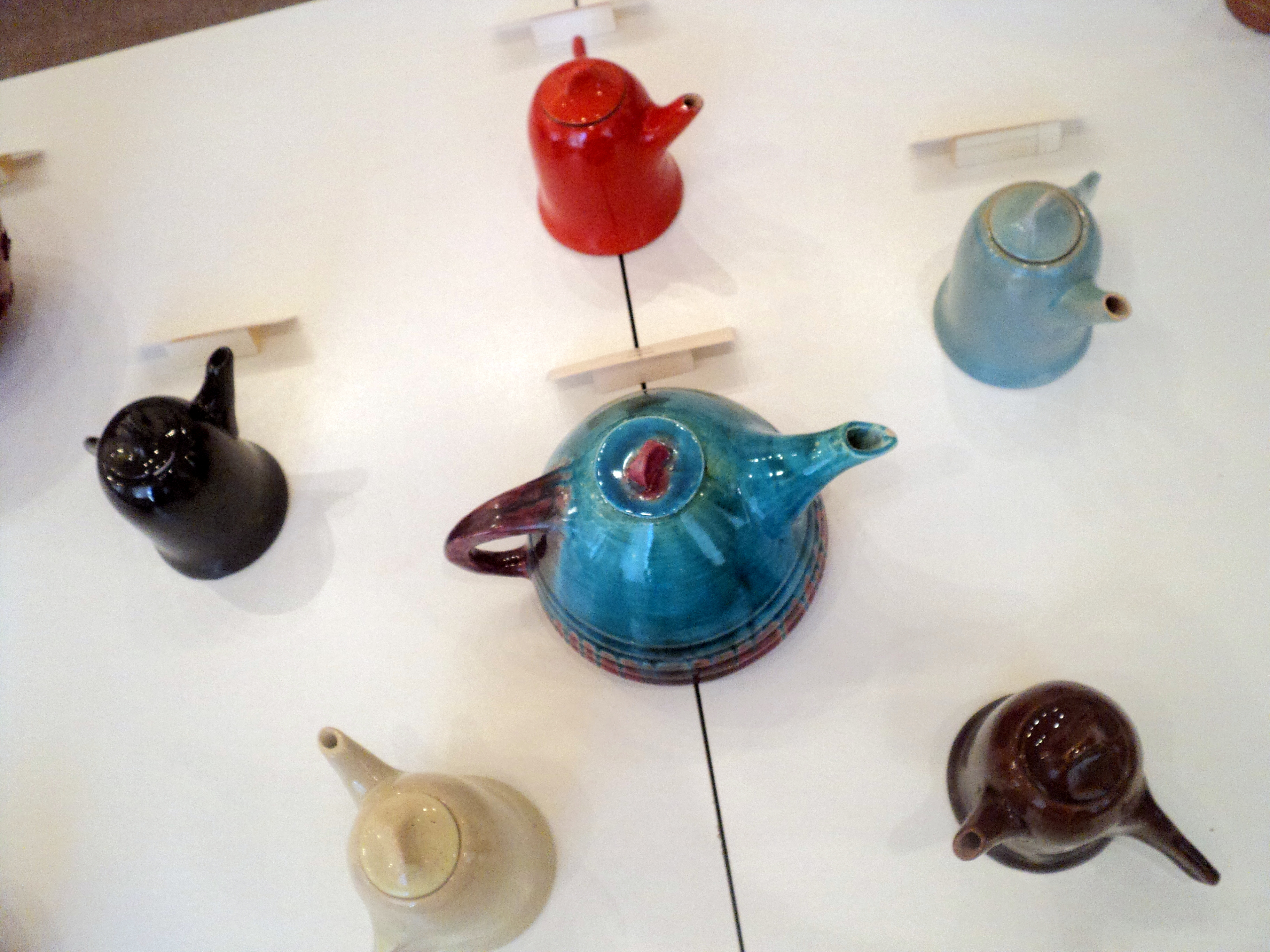
Керамічні роботи з колекції музею сестер Асламазян
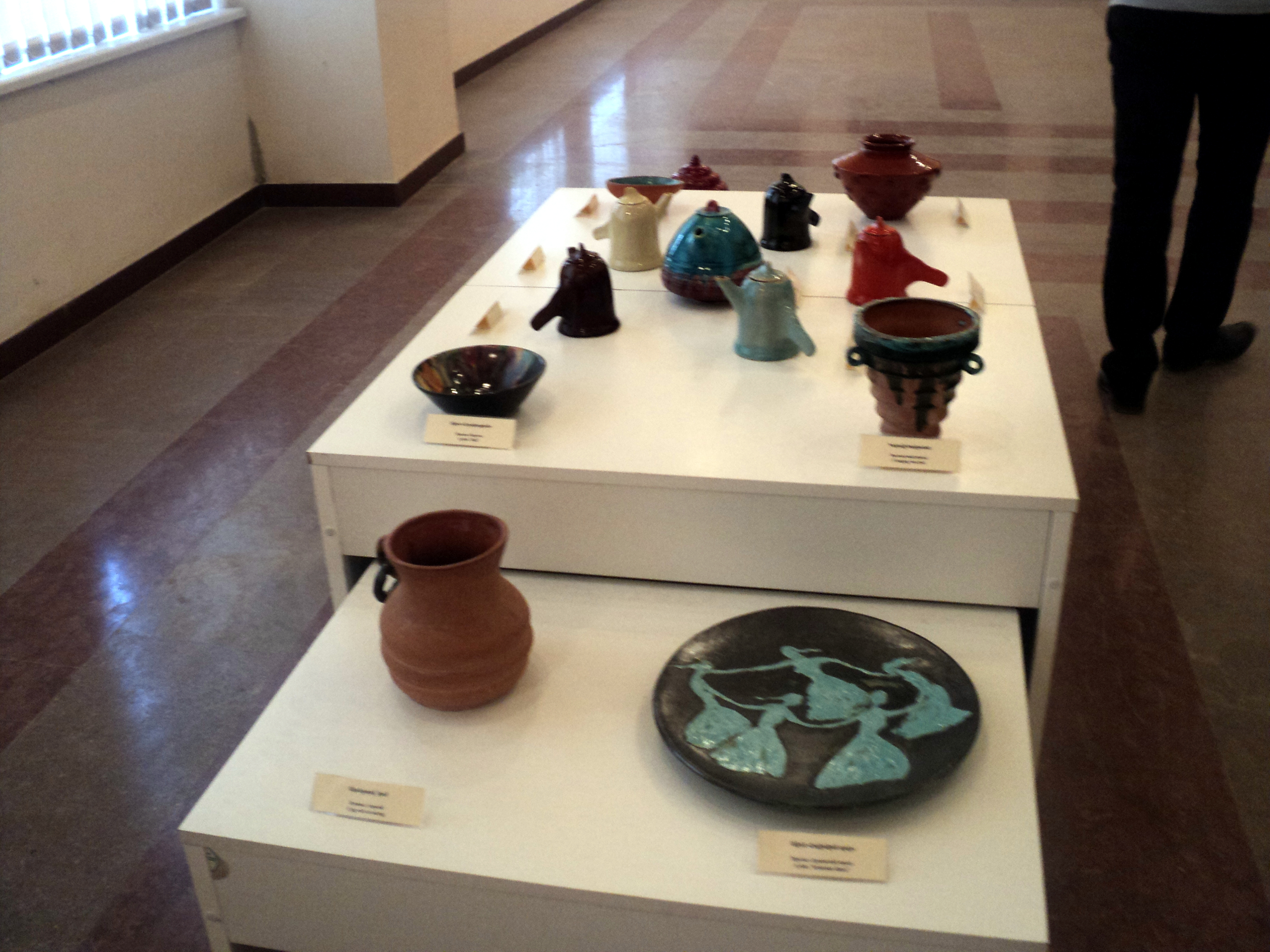
Керамічні роботи з колекції музею сестер Асламазян